# António da Piedade Vaz
António da Piedade Vaz (Bragança, 1 de outubro de 1884 — Angra do Heroísmo, 27 de julho de 1972) foi um oficial músico militar e influente compositor de música para banda militar e banda filarmónica.

## Biografia
António da Piedade Vaz nasceu em 1 de outubro de 1884 em Bragança, na freguesia da Sé.
Depois de estudar no Colégio dos Salesianos, ingressou no Exército Português como músico militar. Foi regente da banda do Corpo Expedicionário Português enviado para França no contexto da Primeira Guerra Mundial. Regressado a Portugal, em 1919 foi colocado como regente da banda do regimento aquartelado no Castelo de São João Baptista do Monte Brasil, em Angra do Heroísmo, nos Açores.
Casou na Sé Catedral de Angra, em 1923, com Maria do Carmo Reis, natural de Santa Bárbara. Manteve-se na unidade militar de  Angra do Heroísmo até se reformar no posto de capitão músico.
A 20 de junho de 1939 foi feito Oficial da Ordem Militar de Avis.
É autor de mais de meia centena de composições para banda, sendo a sua obra mais conhecida a marcha Cavaleiros do Rei, que integra o reportório de numerosas bandas militares e filarmónicas. Entre as suas obras com maior expansão entre as filarmónicas contam-se as marchas Prelúdios, Hirta, Arabescos, Antonieta, Suspiro, Serrana, Campónia e Rústica.
Em reunião de Câmara de 1 de outubro de 1970, o maestro Piedade Vaz foi homenageado com o título de "cidadão Honorário de Angra do Heroísmo".
António da Piedade Vaz morreu em Angra do Heroísmo em 27 de julho de 1971, aos 87 anos de idade.